# Music (nummer van Madonna)
"Music" is een lied van de Amerikaanse zangeres Madonna, afkomstig van haar album Music uit 2000. Het nummer werd als single uitgebracht in augustus 2000. De mannelijk klinkende stem aan het begin van het lied is eigenlijk de sterk vervormde stem van Madonna zelf.

## Achtergrondinformatie
Op 27 mei 2000 lekte een illegale kopie van het nummer uit op het internet. Het werd binnen een paar dagen over het web verspreid door forums en Napster. Madonna's woordvoerster Liz Rozenberg reageerde met de opmerking dat het materiaal een "gestolen werk in ontwikkeling" was. Nadat de single was uitgekomen, werd duidelijk dat de uitgelekte versie gewoon de definitieve versie was.
Het lied kwam al snel hoog in de hitlijsten terecht. Het werd een nummer 1-hit in de VS, Verenigd Koninkrijk, Canada en Australië en kwam in de Nederlandse Top 40 tot nummer 4.
Op 2 juli 2005 was Music het laatste van drie nummers die Madonna vertolkte op het Londense podium tijdens Live 8. Deze lange versie, waarbij Madonna duizenden mensen liet meezingen met "Music, makes the people come together", werd in de media als een van de hoogtepunten van de dag beschouwd.
In 2006 werd Music nieuw leven ingeblazen door het tijdens haar succesvolle Confessions Tour te mixen met het aanstekelijke Disco Inferno (origineel van The Trammps).

## Video
De videoclip werd in Los Angeles door de Zweedse regisseur Jonas Akerlund opgenomen. In de clip zien we Madonna met een bontjas, cowboy hoed en een gouden medaille, samen met vrienden Niki Haris en Debi Mazar. De dames worden rondgereden in een gouden limousine, bestuurd door de Britse komiek Ali G. Hij brengt ze naar een club, waar zij een vrouwelijke strip act bijwonen. In het midden van het nummer is er een getekend deel, waarin Madonna rondvliegt en plaatsneemt achter de draaitafel. Madonna was tijdens de opnames vijf maanden zwanger van haar zoon Rocco, reden waarom zij voornamelijk zit en er een animatie tussendoor is.

## Officiële mixen van "Music"
- Deep Dish Dot Com Remix
- Deep Dish Dot Com Radio Edit
- Deep Dish Dot Com Remix (U.S. Edit)
- Deep Dish Dot Com Remix (U.K. Edit)
- Groove Armada's B.A. 12" (op de Australische cd 1 per abuis gespeld als "GA")
- Groove Armada's Club Mix
- Groove Armada's 7" Edit
- Groove Armada's Bonus Beats
- Calderone Anthem Mix
- Calderone Radio Edit
- The Young Collective Club Mix
- The Young Collective Radio Mix
- Richard "Humpty" Vission Phunkatron Mix
- Richard "Humpty" Vission Phunkatron Radio Mix
- Richard "Humpty" Vission Phunkatron Dub
- HQ2 Main Mix
- HQ2 Radio Mix
- HQ2 Acapella Mix
- Robbie Rivera Club Mix
- Robbie Rivera Radio Edit